# Abandoned (Film)
Abandoned ist ein US-amerikanisches Krimidrama aus dem Jahr 1949 von Joseph M. Newman mit Dennis O’Keefe, Gale Storm und Jeff Chandler in den Hauptrollen. Der Film noir wurde von Universal-International Pictures produziert.

## Handlung
In Los Angeles sucht Paula Considine aus dem Mittleren Westen das Vermisstenamt auf, um ihre Schwester Mary zu suchen, von der sie seit Wochen nichts gehört hat. Der zufällig anwesende Reporter Mark Sitko bekommt Paulas Anfrage mit und bemerkt, dass der zwielichtige Privatdetektiv Kerric ihr folgt. In Paulas Gegenwart überfällt Mark Kerric, der zugibt, dass Paulas Vater ihn angeheuert hat, um zuerst Mary und dann Paula zu folgen. Mit Kerric im Schlepptau bringt Mark Paula in die Leichenhalle. Dort identifiziert Paula unter Tränen ihre Schwester anhand eines „Jane Doe“-Fotos. Als Paula erfährt, dass Mary an einer Kohlenmonoxidvergiftung in einem gestohlenen Auto gestorben ist, offenbar ein Selbstmordopfer, erzählt sie Mark, dass Mary vor kurzem entbunden hat und sich nicht umgebracht haben könne. Paula gibt auch an, dass sie keine Spur von Marys Baby gefunden hat, nicht einmal eine Geburtsurkunde im Krankenhaus, aus dem Mary ihr geschrieben hatte. Mark ist fasziniert und mitfühlend und lässt Paulas Geschichte in seiner Zeitung überprüfen. Dabei erfährt er, dass Mary nie geheiratet und nie einen Führerschein gemacht hat.
Kerric berichtet seiner Chefin Mrs. Donner, der Leiterin einer illegalen Babyvermittlung, von seiner Begegnung mit Mark. Sie hat Mary umbringen lassen, nachdem sie versucht hatte, ihr Baby von den Adoptiveltern zurückzubekommen. Obwohl Mrs. Donner sich keine Sorgen um Mark und Paula macht, befürchtet Kerric, der Mary erpresst hat, dass ihre Machenschaften auffliegen könnten. Mark seinerseits fürchtet nun, dass Mary ermordet wurde und bringt Paula zu Polizeichef McRae. Der sagt Mark, er brauche mehr Beweise, um Ermittlungen einzuleiten. Daraufhin gehen Mark und Paula in das Krankenhaus, in dem Mary war, aber keine der Krankenschwestern erkennt Mary auf ihrem Foto. Unerschrocken befragt Mark den gut vernetzten Barkeeper Eddie über Babymakler. Eddie bringt ihn auf eine Spur von Kontakten, die ihn schließlich zu einem Masseur namens Doc Tilson führt. Tilson trifft mit Mark Vereinbarungen zum Kauf eines Babys, als sein Chef, der Gangster DeCola, anruft und anweist, damit aufzuhören. Ohne das Wissen von Mark und Paula ist Kerric ihnen weiterhin gefolgt und hat Mrs. Donner, die auch DeColas Chefin ist, über ihre Aktivitäten informiert. Entmutigt, aber immer noch entschlossen, versuchen Mark und Paula dann, Marys letzte Schritte zurückzuverfolgen und entdecken, dass sie einige Zeit in einem Heim der Heilsarmee für unverheiratete Mütter verbracht hat. Dort stellt Major Ross Mark und Paula die schwangere Dottie Jenson vor, die sich mit Mary angefreundet hatte. Dottie erzählt, dass Mary kurz vor ihrer Abreise von einer Frau mittleren Alters und einem Mann besucht wurde, die sie verbal bedrohten. Mark ist nun sicher, dass Mary das Opfer von Babymaklern war, und überredet McRae, eine verdeckte Operation zu starten, bei der Dottie sich als Köder anbietet.
Einige Zeit später, während Abhörgeräte der Polizei ihr Gespräch aufzeichnen, kommt Mrs. Donner vor dem Haus auf Dottie zu und bietet ihr finanzielle Hilfe im Austausch für ihr Baby an. Von der Polizei verfolgt, fährt Dottie zu Mrs. Donners geräumigem Haus und zieht dort ein. Mark und Paula machen sich als potenzielle Adoptiveltern bekannt und treffen die ahnungslose Mrs. Donner, die eine Anzahlung von ihnen entgegennimmt. Als Mark und Paula gehen, sieht Kerric sie jedoch und teilt Mrs. Donner ihre Identität mit. Mark und Paula berichten McRae unterdessen, dass Mrs. Donner die Babys unter dem Namen der Adoptiveltern registriert. Der Polizeichef folgert daraus, dass eine der Krankenschwestern in Marys Krankenhaus an dem Betrug beteiligt ist. Während McRae das Krankenhaus untersucht, entführt ein verzweifelter Kerric Marys Baby von seinen Adoptiveltern und ruft Paula an, um es für 1.500 Dollar anzubieten. Paula stimmt Kerrics Plan zu und wird mit dem Baby in einer Pension vereint, wo Kerric ihr befiehlt, bis auf Weiteres zu bleiben. In seiner Wohnung wird Kerric von DeCola und seinem Handlanger Hoppe überfallen, die ihn zu Mrs. Donner bringen und ihn, nachdem sie ihn gefoltert haben, um Paulas Aufenthaltsort preiszugeben, zu Tode prügeln. In diesem Moment bekommen Dottie, die Mrs. Donners Plan, Paula und das Baby zu töten, mitbekommen hat, die Wehen, und Mrs. Donner ist gezwungen, sie ins Krankenhaus zu bringen. Nachdem Mark von McRae erfährt, dass Mrs. Spence, die Frau, die Marys Baby adoptiert hat, alles gestanden hat, findet er eine Nachricht von Paula, in der sie ihren Plan enthüllt, Marys Baby zu bekommen. Besorgt um Paula versucht Dottie, von ihrem Krankenzimmer aus die Behörden anzurufen, wird jedoch von Schwester Sully, Mrs. Donners geheimer Angestellter, aufgehalten. Mrs. Donner und DeCola entführen unterdessen Paula und das Baby aus der Pension und fahren sie zu einer abgelegenen Garage. Bei Mrs. Donner finden Mark und McRae Kerrics Leiche und eilen ins Krankenhaus, wo sie feststellen, dass Paula verschwunden ist. Dottie erzählt ihnen von der Garage. Mark und die Polizei kommen in der Garage an, als Mrs. Donner, DeCola und Hoppe gerade gehen. Nachdem sie auf DeCola und Hoppe geschossen haben, retten Mark und McRae die bewusstlose Paula und das Baby aus dem mit Benzin gefüllten Auto. Später dankt die wieder völlig genesene Paula Dottie für ihre Hilfe und plant, mit ihrem neuen Ehemann Mark das Baby ihrer Schwester zu adoptieren.

## Hintergrund
Gedreht wurde der Film von Ende April bis zum 31. Mai 1949.
Der Film wurde auch unter dem Titel Abandoned Woman veröffentlicht. Einem Presseartikel vom 25. Oktober 1949 zufolge wurde der Titel kurz vor seiner Veröffentlichung in Los Angeles von Abandoned in Abandoned Woman geändert.
Laut einer Pressemeldung war Lieutenant Harry Dean, der als technischer Berater an dem Film mitwirkte, zwei Jahre vor der Produktion des Films einer der Hauptermittler im Fall eines Babyadoptionsrings in Los Angeles. Szenen des Films wurden an Originalschauplätzen in und um Los Angeles gedreht.
Bernard Herzbrun und Robert F. Boyle oblag die künstlerische Leitung. Russell A. Gausman und Ruby R. Levitt waren für das Szenenbild zuständig, Bud Westmore für das Maskenbild. Verantwortliche Toningenieure waren Leslie I. Carey und Joe Lapis.

## Veröffentlichung
Die Premiere des Films fand am 6. Oktober 1949 in Detroit statt. In Österreich kam er am 22. März 1950 in die Kinos.

## Kritiken
Der Filmkritiken-Aggregator Rotten Tomatoes hat in einer Auswertung von über 250 User-Kritiken ein Publikumsergebnis von 75 Prozent positiver Bewertungen ermittelt.
A. H. Weiler von der The New York Times befand, das Werk sei weit davon entfernt, „der sensationellste Film des Jahres“ zu sein. Sensationell sei kaum das richtige Wort, da es sich im Wesentlichen um einen rasanten Thriller handele, der lediglich ein heimtückisches Übel andeute und dann in konventioneller melodramatischer Weise bis zur entscheidenden Zerschlagung eines Adoptionsrings für Babys fortschreite. Als solches sei er eine Routinenummer über Polizisten und Gangster. Regisseur Newman führe seine Besetzung schnell, wenn auch nicht mit allzu viel Fantasie, von der Eröffnungsszene an durch authentische Schauplätze in Los Angeles.